# Гликерія Гараклейська

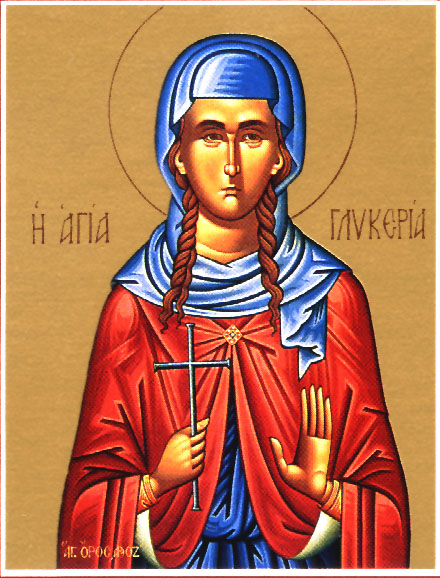

Гликерія Гераклейська (II століття) — християнська свята, діва-мучениця.
Свята Гликерія жила у II ст. і була надзвичайно побожною християнською дівчиною. За вірність Христовій вірі їй відрубали голову за наказом імператора Марка Аврелія. Своєю мученицькою смертю вона прославила Бога в місті Гараклеї. Там згодом збудували на честь св. Гликерії величну церкву, в якій досі вшановують її святу голову.
Пам'ять — 26 травня.